# Straßenbahn Wenshan
Die Straßenbahn Wenshan ist ein oberleitungsloses Straßenbahnnetz in Wenshan im chinesischen Kreis Qiubei. Der Bau begann 2019 und endete 2021 mit der Eröffnung.

## Netz
Das Netz besteht aus einer Hauptstrecke und einer Abzweigung, die zusammen ein Y bilden. Die Hauptstrecke (Linie 4) hat 8 Stationen über 11,7 km Länge und verbindet den lokalen Hochgeschwindigkeitsbahnhof mit dem Stadtzentrum und dem Endpunkt in der touristischen Puzhehei Scenic Area nördlich von Qiubei. Die Abzweigung (Linie 5) hat 2 oder 3 Haltepunkte auf 2,3 km Länge und endet in Jinping.
Die Linien verkehren zu großen Teilen auf einem eigenen Gleiskörper.

## Fahrzeuge
Die 15 Straßenbahnen wurden von CRRC Zhuzhou Locomotive geliefert und besitzen Superkondensatoren und Lithiumtitanat-Batterien. Diese werden an Haltestellen innerhalb von 30 Sekunden aufgeladen. Jeder der niederflurigen Züge bietet Platz für 72 sitzende und 292 stehende Fahrgäste und erreicht bis zu 70 km/h.